# Brejinho (Rio Grande do Norte)
Brejinho este o localitate în Rio Grande do Norte (RN), Brazilia.